# Giro di Campania 1952
Il Giro di Campania 1952, ventesima edizione della corsa, si svolse il 25 aprile 1952 su un percorso di 258 km. La vittoria fu appannaggio dell'italiano Giuseppe Minardi, che completò il percorso in 4h39'00", precedendo i connazionali Nino Defilippis e Luciano Frosini. 

## Ordine d'arrivo (Top 10)
| Pos. | Corridore        | Squadra      | Tempo    |
| ---- | ---------------- | ------------ | -------- |
| 1    | Giuseppe Minardi | Legnano      | 4h39'00" |
| 2    | Nino Defilippis  | Legnano      | ?        |
| 3    | Luciano Frosini  | Nilux        | ?        |
| 4    | Danilo Barozzi   | Atala        | ?        |
| 5    | Luciano Maggini  | Atala        | ?        |
| 6    | Ersilio Dordoni  | Arbos        | ?        |
| 7    | Luciano Chiti    | G.S. Luconi  | ?        |
| 8    | Angelo Venzi     | Girardengo   | ?        |
| 9    | Hein Van Breenen | Garin-Wolber | ?        |
| 10   | Rino Benedetti   | Legnano      | ?        |